# 天龍村 (元朗)
天龍村（英語：Tin Lung Tsuen）是香港元朗十八鄉的一條非原居民村落，近公庵路和元朗公路交界處。

## 歷史
天龍村於1987至1988年落成，建有一排共15間、一式一樣的兩層高村屋，屋前有小花園。1980年代中，天水圍新市鎮發展，原天水圍村民分批遷出，有小部份村民選擇於元朗購置農地，重置村落。
2010年代，元朗南發展計劃起動，天龍村原被包括在第一期發展範圍內需要拆卸，經多輪諮詢下終獲剔出最終發展範圍。